# Епархия Музаффарпура
Епархия Музаффарпура (лат. Dioecesis Muzaffarpurensis) — епархия Римско-Католической церкви c центром в городе Музаффарпур, Индия. Епархия Музаффарпур входит в митрополию Патны.

## История
6 марта 1980 года Римский папа Иоанн Павел II выпустил буллу Quandoquidem omni, которой учредил епархию Музаффарпура, выделив её из епархии Патны. В этот же день епархия Музаффарпура вошла в митрополию Ранчи.
27 июня 1998 года епархия Музаффарпура передала часть своей территории новой епархии Беттиаха.
16 марта 1999 года епархия Музаффарпура вошла в митрополию Патны.

## Ординарии епархии
- епископ John Baptist Thakur (6.03.1980 – 11.07.2014);
- епископ Cajetan Francis Osta (11.07.2014 – по настоящее время).

## Источник
- Annuario Pontificio, Ватикан, 2007
- Булла Quandoquidem omni  (лат.)